# Poet-type.M
Poet-type.M（ポエトタイプドットエム）は、門田匡陽によるソロプロジェクト。

## メンバー
- 門田匡陽 (もんでん まさあき) [1]
  - BURGER NUDS、Good Dog Happy Menのボーカル&ギター